# L'isola dei cani (romanzo)
L'isola dei cani è un romanzo della scrittrice statunitense Patricia Cornwell, edito nel 2001, il terzo con protagonisti il capo della polizia Judy Hammer e l'agente-cronista Andy Brazil. Nel romanzo appare anche, seppur brevemente, l'anatomopatologa Kay Scarpetta.

## Titolo
L'Isle of Dogs è la penisola situata nell'East End di Londra da cui nel 1606 sarebbe salpata una nave che portava un nutrito gruppo di esploratori a visitare il Nuovo Mondo. Nel romanzo il titolo assume una doppia valenza, riferendosi (oltre che all'episodio storico) anche all'isola di Tangier Island, i cui abitanti, descritti come zotici pescatori di granchi, reclamano la secessione dalla Virginia.

## Trama
Andy Brazil è entrato da sei mesi nella Polizia di Stato della Virginia, quando decide di prendersi un anno sabbatico per condurre una serie di ricerche sulle origini degli Stati Uniti e imparare a pilotare gli aerei: l'obiettivo di Brazil è aprire un sito web nel quale pubblicare articoli sotto lo pseudonimo di Vigile Verità, colui che dovrà indagare sui fatti del passato per risolvere i problemi del presente. Il comandante Judy Hammer, non proprio entusiasta dall'ennesima trovata di Andy, acconsente a sospenderlo dal servizio per un anno.
Vigile Verità inizia a scrivere proprio mentre la città di Richmond è funestata dalle azioni di una misteriosa banda che aggredisce persone appartenenti a minoranze, in particolare neri e omosessuali. La giovane lesbica Vicky Vash viene ritrovata morta e l'afro-americano Moses Custer rimane gravemente ferito, mentre a Judy Hammer è stato rapito l'amato cane Popeye. Come se non bastasse, su Tangier Island serpeggia il malcontento degli isolani per la decisione del governatore della Virginia Bedford Crimm IV di lanciare il VASCAR, un sistema di rilevazione della velocità che impiega agenti a bordo di aerei per comminare le sanzioni. In realtà, alle spalle di Crimm manovra nell'ombra il suo infido addetto stampa Major Trader, il quale avvelena l'anziano governatore con biscotti al cioccolato che gli provocano forti attacchi di diarrea e prende le decisioni al posto suo. Trader ha contribuito anche a mettere zizzania tra il governatore e Judy Hammer, impedendo loro di comunicare e creando così forti attriti tra Stato federale e polizia.
Brazil rientra in servizio giusto in tempo per indagare sull'omicidio di Vicky Vash, senza sapere che dietro c'è una banda di giovani delinquenti guidata da Smoke (il ragazzo arrestato in Croce del Sud) che è riuscito a evadere di prigione. Smoke ha intenzione di vendicarsi di Brazil e Hammer, uccidendo entrambi, ed è stato proprio lui a rapire Popeye. Per fare ciò ha raccolto altri sbandati e li ha costretti a servire la sua causa: tra questi c'è Possum, il quale non condivide le azioni di Smoke e contatta in segreto Vigile Verità per chiedere il suo aiuto. La banda agisce sotto il controllo di Smoke e di Unica First, la sua fidanzata, una ragazza diabolica che pare dotata di poteri soprannaturali e quasi demoniaci: è lei a guidare i ragazzi della banda nelle loro azioni ed è lei che ha ucciso Vicky Vash. Possum dissuade Smoke dall'uccidere Popeye, potendo usare l'animale come esca per arrivare ad Hammer e Brazil: l'occasione propizia è rappresentata dal Gran Premio di NASCAR che si corre nel fine settimana a Richmond, dove la banda può presentarsi mascherata come uno dei team della corsa.
Il dottor Faux è un dentista che si reca settimanalmente a Tanger Island per prestare servizio agli abitanti dell'isola, sottoponendoli però a inutili e dannosi interventi di mastoplastica, così da frodare il servizio sanitario. Gli isolani, spinti a chiedere la secessione per protestare contro i soprusi della Virginia, sequestrano il dottor Faux e lo imprigionano nel suo studio. A sorvegliarlo a vista è Fonny Boy, un quattordicenne vivace che è convinto dell'esistenza di un tesoro sull'isola. L'episodio non fa che alimentare la spirale di screzi tra Tanger Island e il resto dello Stato, mentre Andy cercava con i suoi articoli di creare un legame storico tra le due fazioni. Nel tentativo di diventare intimo conoscente del governatore Crimm, Andy è costretto ad accollarsi la sua quartogenita Regina, una ragazza brutta e arrogante che sogna di lavorare nella polizia. All'agente Brazil non resta che indossare i panni di Vigile Verità per arrivare alla risoluzione del difficile caso.

## Edizioni
- Patricia Cornwell, L'isola dei cani, traduzione di Annamaria Biavasco, 2ª ed., Mondadori, 2002,  pp. 443, cap. 32, ISBN 88-04-47815-2.